# Келсі Бівен
Келсі Бівен (англ. Kelsey Bevan; нар. 10 квітня 1990) — новозеландська веслувальниця, срібна призерка Олімпійських ігор 2020 року, чемпіонка світу.

## Виступи на Олімпіадах
| Олімпіада           | Дисципліна | Місце |
| ------------------- | ---------- | ----- |
| Ріо-де-Жанейро 2016 | вісімки    | 4     |
| Токіо 2020          | вісімки    | 2     |

## Зовнішні посилання
- Келсі Бівен — олімпійська статистика на сайті Sports-Reference.com (англ.) (архівна версія)
- Келсі Бівен [Архівовано 9 січня 2021 у Wayback Machine.] на сайті FISA.

1. 1 2  Kelsey Bevan
2. ↑  Kelsey Bevan